# الکساندر سوورو (کشتی)
الکساندر سوورو (کشتی) (به انگلیسی: Aleksandr Suvorov (ship)) یک کشتی است که طول آن ۱۳۵٫۷۵ متر (۴۴۵٫۴ فوت) می‌باشد. این کشتی در سال ۱۹۸۱ ساخته شد.